# Henderson (Illinois)
Henderson es una villa ubicada en el condado de Knox en el estado estadounidense de Illinois. En el Censo de 2010 tenía una población de 255 habitantes y una densidad poblacional de 356,72 personas por km².

## Geografía
Henderson se encuentra ubicada en las coordenadas 41°1′26″N 90°21′14″O / 41.02389, -90.35389. Según la Oficina del Censo de los Estados Unidos, Henderson tiene una superficie total de 0.71 km², de la cual 0.71 km² corresponden a tierra firme y (0%) 0 km² es agua.

## Demografía
Según el censo de 2010, había 255 personas residiendo en Henderson. La densidad de población era de 356,72 hab./km². De los 255 habitantes, Henderson estaba compuesto por el 98.82% blancos, el 0% eran afroamericanos, el 0% eran amerindios, el 0% eran asiáticos, el 0% eran isleños del Pacífico, el 0.78% eran de otras razas y el 0.39% pertenecían a dos o más razas. Del total de la población el 2.75% eran hispanos o latinos de cualquier raza.